# Championnat national de tennis des États-Unis 1940
Pour un article plus général, voir US Open de tennis.
Résultats détaillés de l’édition 1940 du championnat de tennis US National qui est disputée du 2 au 9 septembre 1940.

## Palmarès
| Tableau          | Vainqueurs                       | Vainqueurs | Score                   | Finalistes                            | Finalistes |
| ---------------- | -------------------------------- | ---------- | ----------------------- | ------------------------------------- | ---------- |
| Simple dames     | Alice Marble                     | États-Unis | 6-2, 6-3                | Helen Hull Jacobs                     | États-Unis |
| Simple messieurs | Don McNeill                      | États-Unis | 4-6, 6-8, 6-3, 6-3, 7-5 | Bobby Riggs                           | États-Unis |
| Double dames     | Sarah Palfrey Cooke Alice Marble | États-Unis | 6-4, 6-3                | Dorothy Bundy Cheney Marjorie Gladman | États-Unis |
| Double messieurs | Jack Kramer Ted Schroeder        | États-Unis | 6-4 8-6 9-7             | Gardnar Mulloy Henry Prussoff         | États-Unis |
| Double mixte     | Alice Marble Bobby Riggs         | États-Unis | 9-7, 6-1                | Dorothy Bundy Jack Kramer             | États-Unis |

## Simple dames
|  |              |  |   |   |  |
|  | Finale       |  |   |   |  |
|  |              |  |   |   |  |
|  |              |  |   |   |  |
|  | Alice Marble |  | 6 | 6 |  |
|  | Alice Marble |  | 6 | 6 |  |
|  | Helen Jacobs |  | 2 | 3 |  |

## Double dames
|  |                                |  |   |   |  |
|  | Finale                         |  |   |   |  |
|  |                                |  |   |   |  |
|  |                                |  |   |   |  |
|  | Sarah Palfrey Alice Marble     |  | 6 | 6 |  |
|  | Sarah Palfrey Alice Marble     |  | 6 | 6 |  |
|  | Dorothy Bundy Marjorie Gladman |  | 4 | 3 |  |

## Double mixte
|  |                           |  |   |   |  |
|  | Finale                    |  |   |   |  |
|  |                           |  |   |   |  |
|  |                           |  |   |   |  |
|  | Alice Marble Bobby Riggs  |  | 9 | 6 |  |
|  | Alice Marble Bobby Riggs  |  | 9 | 6 |  |
|  | Dorothy Bundy Jack Kramer |  | 7 | 1 |  |